# Гіперплощина
Гіперплощина — підпростір евклідового або афінного простору корозмірності 1, тобто із розмірністю, на одиницю меншою, ніж об'ємний простір.
Наприклад, для двовимірного простору гіперплощиною є пряма, для тривимірного — площина тощо.

## Рівняння гіперплощини
Нехай {\displaystyle \mathbf {n} \in \mathbb {R} ^{k}} — нормальний вектор до гіперплощини, тоді рівняння гіперплощини, що проходить через точку {\displaystyle \mathbf {X} \in \mathbb {R} ^{k}}, має вигляд
{\displaystyle (\mathbf {n} ;\mathbf {x} )=(\mathbf {n} ;\mathbf {X} )}
Тут {\displaystyle (\cdot ;\cdot )} — скалярний добуток в просторі {\displaystyle \mathbb {R} ^{k}}. В частковому випадку рівняння приймає вигляд
{\displaystyle n_{1}x_{1}+n_{2}x_{2}+\ldots +n_{k}x_{k}=d=n_{1}X_{1}+n_{2}X_{2}+\ldots +n_{k}X_{k}}

## Відстань від точки до гіперплощини
Нехай {\displaystyle \mathbf {n} \in \mathbb {R} ^{k}} — нормальний вектор до гіперплощини, тоді відстань від точки {\displaystyle \mathbf {r} \in \mathbb {R} ^{k}} до цієї гіперплощини задається формулою
{\displaystyle \rho ={\frac {|(\mathbf {r} -\mathbf {R} ;\mathbf {n} )|}{|\mathbf {n} |}}}
де {\displaystyle \mathbf {R} } — довільна точка гіперплощини.